# Клуб привидений
Клуб привидений (англ. The Ghost Club) — некоммерческая научно-исследовательская организация, созданная в Лондоне в 1862 году. Своей основной целью ставит исследования паранормальных явлений, таких как привидения.

## История
Предпосылки к созданию клуба возникли в 1855 году в Кембридже, где группа студентов Тринити-колледжа начала собираться для обсуждения призраков и психических явлений. Формально клуб был основан в Лондоне в 1862 году (что было встречено язвительными публикациями в The Times), среди первых его членов были Чарльз Диккенс, учёные Кембриджского университета и священнослужители. Одним из первых мероприятий клуба было исследование так называемого «кабинета духов» известных американских медиумов братьев Дэвенпорт в 1862 году. Результаты этого расследования так и не были обнародованы.
В 1860-х клуб проводил практические исследования спиритизма, которые был тогда в моде в кругах лондонского общества, но после смерти Ч.Диккенса в 1870 году фактически свернул свою деятельность.
Возрождение деятельности клуба началось в День Всех Святых 1882 года, инициаторами его выступили Альфред Уоттс, сын британского поэта и журналиста Аларика Уоттса, и знаменитый медиум того времени преподобный Стэнтон Мозес. В некоторых источниках их именуют первоначальными основателями клуба, без учёта его создания в 1862 году.
Тогда же, в 1882 году, в Лондоне сэром Уильямом Барреттом и Эдмундом Роджерсом было создано Общество психических исследований (ОПИ) с целью научного изучения паранормальных явлений и человеческих способностей, ряд членов которого одновременно состоял в Клубе привидений. Между ОПИ и Клубом привидений изначально сложилось своего рода разделение «сфер влияния»: ОПИ занималось «академическими» исследованиями паранормальных явлений, Клуб же объединял в своих рядах убеждённых сторонников того, что существование паранормальных явлений не подлежит сомнению. Стэнтон Мозес ушёл с поста вице-президента ОПИ в 1886 году и посвятил себя исключительно деятельности в клубе, который проводил собрания ежемесячно. В клубе состояло в общей сложности 82 члена в возрасте более 54 лет, при этом женщины не принимались в члены клуба. Клуб служил своего рода прибежищем для любителей паранормальных явлений, которые не могли вести деятельность в другом месте. Среди них были, в частности, Уильям Крукс, который после скандала по поводу его исследований медиума Флоренс Кук едва не лишился звания почётного члена Королевского общества, физик сэр Оливер Лодж, психоаналитик и парапсихолог Нандор Фодор и сэр Артур Конан Дойл, создатель Шерлока Холмса.
Согласно архивным документам, в клубе существовала традиция — ежегодно 2 ноября производить «перекличку» всех членов клуба — как здравствующих, так и умерших, при этом умершие члены клуба рассматривались как присутствующие.
Тематика вопросов, обсуждавшихся на заседаниях клуба, включала египетскую магию и ясновидение.
В деятельности клуба также принимали участие поэт У.Йейтс (вступил в клуб в 1911 году) и с 1925 года — архитектор Фредерик Бонд, известный своими навязчивыми исследованиями спиритизма в Гластонбери. Бонд впоследствии переехал в США, где стал активным членом Американского общества психических исследований, и по возвращении в Великобританию в 1935 году вновь участвовал в работе Клуба привидений.
Глава Колледжа Иисуса Артур Грей в 1919 году назвал Клуб привидений в своей статье «надоедливым клубом» в связи со знаменитой историей о «кембриджском привидении», которую некоторые до сих пор считают реальной.
В 1920-х годах популярность Клуба привидений снизилась, а предпринимаемые им исследования были по своему уровню далеки от современных им лабораторных и клинических исследований в психологии и парапсихологии. В 1927 году в клуб вступил известный писатель и парапсихолог Гарри Прайс, также в него вступил Нандор Фодор. В 1936 году ввиду резкого падения посещаемости Г.Прайс, Ф.Бонд и группа членов клуба согласились приостановить работу клуба после проведённых 485 собраний. Это решение было принято на собрании клуба 2 ноября 1936 года, архивы клуба были переданы в Британский музей при условии сохранении их конфиденциальности до 1962 года.
Спустя 18 месяцев Г.Прайс возобновил деятельность Клуба привидений в формате «обеденного общества», куда исследователи психических явлений и медиумы приглашались для бесед после ужина. Прайс также решил допускать в клуб женщин. Среди членов клуба в этот период были философ Сирил Джоад, сэр Джулиан Хаксли, писатель Алджернон Блэквуд, сэр Осберт Ситвелл и лорд Эмвелл.
После смерти Г.Прайса в 1948 году руководство клубом перешло к Филиппу Полу и писателю Питеру Андервуду. С 1962 года П.Андервуд был президентом клуба, многие аспекты деятельности клуба нашли отражение в его книгах. В 1967 году в клуб вступил Том Перротт, который в 1971 году стал его председателем и занимал эту должность до 1993 года. В 1993 году клуб пережил период раскола, в ходе которого Питер Андервуд возглавил «Общество клуба привидений», основанное ещё в 1851 году, куда ушёл вместе с некоторыми членами Клуба привидений. Том Перротт в ходе кризиса подал в отставку, но был вновь приглашён на должность председателя Клуба привидений и принял это приглашение.
В ходе кризиса было решено реорганизовать Клуб привидений в более демократичную организацию, отменить принцип членства по рекомендациям существующих членов, объединить посты Председателя и Президента и предоставить право всем членам клуба выступать на заседаниях совета. Также Клуб привидений расширил тематику своей деятельности, включив туда исследования НЛО, биолокации, криптозоологии и аналогичных тем.
В 1998 году Перротт ушёл в отставку с поста председателя Клуба (хотя продолжал участвовать в клубных делах), его преемником был избран адвокат Алан Мёрди. Алан Мёрди является автором ряда книг о привидениях и регулярным автором ежемесячного журнала Fortean Times, посвященного тематике паранормальных явлений. В 2005 году председателем Клуба была впервые избрана женщина — Кэти Гиринг, которая занимала этот пост до лета 2009 года. В начале октября 2009 года было объявлено, что председателем Клуба привидений вновь избран Алан Мёрди.
В настоящее время клуб проводит ежемесячные собрания по субботам в Лондоне, в помещении Victory Services Club, недалеко от Мраморной арки на Оксфорд-стрит. Ежегодно клуб проводит исследования паранормальных явлений в Англии, а в последнее время — также в Шотландии, под руководством Координатора исследований по Шотландии Дерека Грина, недавно назначенного на должность Координатора всех исследований Клуба.

## Известные члены клуба
Членами Клуба привидений были многие известные люди, среди которых — Чарльз Диккенс, сэр Артур Конан Дойл, сэр Уильям Крукс, сэр Оливер Лодж, главный маршал авиации лорд Доудинг, писатель Артур Кёстлер, философ Сирил Джоад, автогонщик Дональд Кэмпбелл, сэр Джулиан Хаксли, сэр Осберт Ситвелл, поэты У. Б. Йетс и Зигфрид Сассун, писатель Деннис Уитли, актёр Питер Кашинг, Питер Андервуд, исследователь паранормальных явлений Морис Гроссе, известный своей работой «Энфилдский полтергейст». Среди живущих в настоящее время членов клуба — полковник Джон Блэшфорд-Снелл, исследователь паранормальных явлений преподобный Лайонел Фантхорп, писатели Линн Пикнетт, Колин Уилсон, Джефф Холдер, а также парапсихолог и телеведущий Киран О’Киф, который является советником клуба.

## Исследования клуба
За время своей деятельности Клуб исследовал много мест, связанных с привидениями, в частности, церковь в Борли, Чинг Холл в Уиттингеме, Квинс-хаус, Музей британских Королевских ВВС, замок Глэмис, театр в Уинчестере, развалины Ram Inn в Уоттон-анде-Эдж, Ham House, Вудчестерский особняк, замок Белгони, деревню Нью-Ленарк, форт Кэлхаус, Королевский Концертный зал Глазго, башню Аллоа, Шотландский  школьный  музей, приорат Мичелхэм, дворец Калросс и Новую тюрьму в Клеркенвелле. Отчеты о большинстве исследований можно найти на веб-сайте клуба.